# Paul Hnilica

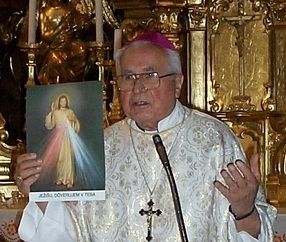
Bischof Pavel Mária Hnilica 1998 in der Jesuitenkirche in Trnava

Pavel Mária Hnilica SJ, auch Pavel Hnilica, deutsch Paul Hnilica, (* 30. März 1921 in Uňatín, Tschechoslowakei; † 8. Oktober 2006 in Nové Hrady, Tschechien) war Bischof der römisch-katholischen Kirche (tschechoslowakischer Untergrundbischof).

## Leben
Pavel Mária Hnilica entstammte einer ärmlichen Bauernfamilie, er war der Älteste und hatte noch sieben Geschwister, besuchte das Gymnasium und trat 1941 in den Jesuitenorden ein und begann mit dem Noviziat im Kláštor pod Znievom (deutsch: Kloster Kühhorn). 1945 begann er das Studium der Philosophie im mährischen Brünn und später im böhmischen Tetschen. Anschließend studierte er Theologie in Trnava (Tyrnau) in seiner slowakischen Heimat. Am 29. September 1950 wurde er von Bischof Robert Pobožný, Apostolischer Administrator von Rožňava (Rosenau), insgeheim zum Priester der Gesellschaft Jesu geweiht.
Bereits am 2. Januar 1951 wurde er durch Robert Pobožný, ohne Wissen des Heiligen Stuhls, zum Bischof geweiht. Wegen der gewaltsamen Kirchenverfolgung durch das kommunistische Regime sollte durch die Weihe geheimer Untergrundpriester und -bischöfe der Verhaftung der amtierenden und öffentlich bekannten Bischöfe und Priester vorgebeugt werden, um das kirchliche Leben aufrechterhalten zu können. Da Priester- und Bischofsweihen damals in der Tschechoslowakei verboten waren, fanden diese Handlungen im Untergrund, an einem nicht bekannten Ort, statt. Tatsächlich wurde Bischof Pobožný kurz darauf unter Hausarrest gestellt und 1953 zusammen mit anderen Bischöfen interniert.
Hnilica weihte in der Folge selbst Untergrundpriester und am 4. August 1951 auch den späteren Kardinal Ján Chryzostom Korec zum Bischof.
Am 4. Dezember 1951 floh er aus der Tschechoslowakei, ging nach Rom und besuchte Vorlesungen an der Päpstlichen Universität Gregoriana, um seine theologischen Studien zu vertiefen. Er reiste um die Welt, besuchte slowakische Gemeinschaften von Emigranten in Europa, Amerika und Australien, predigte und berichtete über die Vorkommnisse in der kommunistisch regierten Heimat.
Zu Beginn des Zweiten Vatikanischen Konzils war er zunächst Berater. Der inzwischen freigelassene Bischof Pobožný, der zur Teilnahme am Konzil die Tschechoslowakische Sozialistische Republik (ČSSR) verlassen durfte, informierte in Rom Papst Paul VI. von der geheimen Weihe Hnilicas zum Bischof. Mit der Ernennung zum Titularbischof von Rusadus, einem untergegangenen Bistum in der römischen Provinz Mauretania Caesariensis im Norden von Algerien, am 13. Mai 1964 bestätigte Paul VI. seine Bischofsweihe und machte sie öffentlich bekannt. Der dritten und vierten Session durfte er selbst als Konzilsvater beiwohnen.
Er arbeitete eng mit Chiara Lubich und ihrer Fokolarbewegung zusammen und half 1968 Mutter Teresa bei der Gründung ihres ersten Hauses in Rom und 1991 in der Slowakei. 1968 gründete er auf Wunsch Papst Pauls VI. die katholische Laienbewegung Pro fratribus.
Ein besonderes Anliegen war ihm als Teil der „Botschaft von Fatima“ die Bekehrung Russlands. Am 24. März 1984 feierte er (inkognito, als italienischer Staatsbürger) mit Billigung Papst Johannes Pauls II. im Moskauer Kreml eine Heilige Messe mit Gebeten und Texten, die ihm der Papst mitgegeben hatte.
In den 1990er Jahren war er als Rektor der Priestergemeinschaft im Engelwerk in Rom tätig.
1993 wurde er – wie sich später herausstellte, fälschlicherweise – von einem Mailänder Gericht wegen Geldwäsche verurteilt, die im Nachgang des Zusammenbruchs der Banco Ambrosiano im Jahre 1982 festgestellt wurde. In den Folgejahren kam es zur Wiederaufnahme des Verfahrens, in deren Verlauf man die Unschuld Hnilicas nachwies und er daher im Jahr 2000 in allen Anklagepunkten freigesprochen wurde.
Im Sommer 2006 verließ er Rom und verbrachte die letzte Zeit seines Lebens im Barmherzigkeitskloster in Nové Hrady (Gratzen) in Südböhmen, wo er am 8. Oktober 2006 fünfundachtzigjährig starb. Seine letzte Ruhestätte fand er am 18. Oktober 2006 in der Krypta der Kathedrale St. Johannes der Täufer seines slowakischen Heimatbistums Trnava